# Сражение при Шегешваре
Сражение при Шегешваре (венг. Segesvári csata) — одно из последних сражений в Трансильвании в ходе Венгерской войны, во время которого русско-австрийские войска Лидерса нанесли поражение венгерской повстанческой армии Бема 19 (31) июля 1849 в районе города Шегешвара. 
В конце июня 1849 года русские войска вошли в Трансильванию для подавления венгерской революции. 9 июля войска генерала Лидерса заняли Германштадт, взяв под контроль южную Трансильванию. 
Другой отряд русской армии под командованием генерала Гротенгельма, осуществлял экспедицию в  северную Трансильванию. 28 июня он разбил 6-тысячный отряд Бема у Быстрицы, 4 июля рассеял между Середфальвой и Текендорфом 3-тысячный отряд Дамаскина и, наконец, 11 июля разбил у Сас-Регена 14-тысячный отряд ополчения повстанцев. После неудачного боя у Быстрицы Бем с 8-тысячным отрядом выдвинулся на юг.
Утвердившись в Германштадте, Лидерс решил двинуться в глубь Трансильвании, для подавления очага восстания секлеров. С линии Германштадт — Кронштадт русско-австрийские войска двинулись тремя колоннами: левая под начальством Лидерса — из Германштадта через Шегешвар к Удваргели; средняя — генерала Дика — из Фогараша к Удваргели, правая (австрийская) — Клам-Галаса — из Кронштадта к Чик-Середе. Гротенгельму было послано приказание идти от Сас-Регена к Марош-Вашаргели. Для обеспечения тыла из Молдавии к Беречку стягивался отряд Данненберга. В Германштадте оставлен отряд генерала Гасфорда.
Движение союзных войск заставило Бема стянуть свои войска к Удваргели. Отсюда повстанцы решили атаковать одну из наступающих колонн, прорвать стратегический фронт союзников и зайти к ним в тыл. 19 июля 7-тысячный венгерский отряд направляется от Удваргели к Шегешвару против колонны русских войск, генерала Лидерса. В этот день отряд Лидерса, находясь у Шегешвара, был разделен на две части: большая часть отряда под начальством генерала Энгельгардта сосредоточилась на дороге из Марош-Вашаргели; меньшая часть отряда, двигавшаяся восточнее, стояла на дороге к Удваргели. Утром следующего дня со стороны Удваргели было обнаружено наступление отряда Бема. Генерал Лидерс уехал к отряду Энгельгардта. В это же время, начальник штаба колонны генерал Скарятин выдвигает отряд на позицию. Открыв артиллерийский огонь, венгерские повстанцы переходят в наступление.
Венгерская пехота атаковала правый фланг русской позиции, что вынудило генерала Лидерса привлечь резервы для отражения наступления. Артиллерийская дуэль проходит успешно для русских. В это время русская кавалерия обходит правый фланг венгров и отразив контрудар польских гусар, наносит удар по венгерской пехоте. В это же время русские переходят в наступление по всему фронту. Повстанцы, не выдержав удара, бросаются в беспорядке отступать. Русская кавалерия, уничтожив северное каре венгров, атакует южную позицию и преследует бегущих на протяжении восьми вёрст. Повстанцы потерпели тяжёлое поражение, потеряв около 1700 убитыми и пленными и 8 орудий.